# Jay Hernandez
Jay Hernandez, all'anagrafe Javier Manuel Hernandez Jr. (Montebello, 20 febbraio 1978), è un attore statunitense, di origini messicane.

## Biografia
Nato in California, figlio di Isis Maldonado e Javier Hernandez Sr., frequenta il "Don Bosco Technical Institute" e successivamente la "Schurr High School" sempre in California. Viene notato in ascensore da un talent scout, che gli propone una serie di provini. Prende parte ad un film indipendente e ad alcune serie televisive.
Debutta su grande schermo nel film Crazy/Beautiful al fianco di Kirsten Dunst, nel 2004 si fa notare nel film Squadra 49 con Joaquin Phoenix e John Travolta, nel 2005 recita in Friday Night Lights di Peter Berg. Nello stesso anno prende parte al film kazako Nomad e interpreta Carlito Brigante nel film Carlito's Way - Scalata al potere, ruolo già portato sul grande schermo da Al Pacino nel film di Brian De Palma Carlito's Way.
Nel 2006 prende parte all'horror di Eli Roth Hostel, grazie a questa interpretazione acquista fama, tanto che Oliver Stone gli affida una parte in World Trade Center del 2006, nello stesso anno è uno dei protagonisti della serie tv Six Degrees - Sei gradi di separazione. Nel 2007 partecipa, in un ruolo minore, a Hostel: Part II sequel del film del 2006.
Nel 2016 interpreta Chato Santana / El Diablo nel film DC Comics Suicide Squad, mentre dal 2018 ricopre il ruolo di Thomas Magnum nel reboot Magnum P.I..

## Filmografia

### Cinema
- Crazy/Beautiful, regia di John Stockwell (2001)
- Radio Killer (Joy Ride), regia di John Dahl (2001)
- Un sogno, una vittoria (The Rookie), regia di John Lee Hancock (2002)
- Torque - Circuiti di fuoco (Torque), regia di Joseph Kahn (2004)
- Squadra 49 (Ladder 49), regia di Jay Russell (2004)
- Friday Night Lights, regia di Peter Berg (2004)
- Nomad - The Warrior (Nomad), regia di Sergej Bodrov e Ivan Passer (2005)
- Carlito's Way - Scalata al potere (Carlito's Way: Rise to Power), regia di Michael Bregman (2005)
- Hostel, regia di Eli Roth (2005)
- World Trade Center, regia di Oliver Stone (2006)
- Thanksgiving, episodio di Grindhouse, regia di Eli Roth (2007)
- Hostel: Part II, regia di Eli Roth (2007)
- Live! - Ascolti record al primo colpo (Live!), regia di Bill Guttentag (2007)
- American Son, regia di Neil Abramson (2008)
- La terrazza sul lago (Lakeview Terrace), regia di Neil LaBute (2008)
- Quarantena (Quarantine), regia di John Erick Dowdle (2008)
- Nothing Like the Holidays, regia di Alfredo Rodriguez de Villa (2009)
- Takers, regia di John Luessenhop (2010)
- LOL - Pazza del mio migliore amico (LOL: Laughing Out Loud), regia di Lisa Azuelos (2012)
- Max, regia di Boaz Yakin (2015)
- The Night Is Young, regia di Dave Hill e Matt Jones (2015)
- Bad Moms - Mamme molto cattive (Bad Moms), regia di Jon Lucas e Scott Moore (2016)
- Suicide Squad, regia di David Ayer (2016)
- Bad Moms 2 - Mamme molto più cattive (A Bad Moms Christmas), regia di Jon Lucas e Scott Moore (2017)
- Bright, regia di David Ayer (2017)
- The Long Game, regia di Julio Quintana (2024)

### Televisione
- La squadra del cuore (Hang Time) – serie TV, 52 episodi (1998-2000)
- American Family – serie TV, 2 episodi (2002)
- Six Degrees - Sei gradi di separazione (Six Degrees) – serie TV, 13 episodi (2006-2007)
- Last Resort – serie TV, 7 episodi (2012)
- Nashville – serie TV, 6 episodi (2013)
- Gang Related – serie TV, 13 episodi (2014)
- The Expanse – serie TV, 5 episodi (2015- 2016)
- Scandal - serie TV, 7 episodi (2017)
- Magnum P.I. – serie TV 96 episodi (2018-2024)
- BoJack Horseman - serie TV, 1 episodio (2020)

### Videoclip
- Save It Til Morning di Fergie (2017)

### Doppiatore
- Toy Story 4, regia di Josh Cooley (2019)

## Doppiatori italiani
Nelle versioni in italiano delle opere in cui ha recitato, Jay Hernandez è stato doppiato da:
- Fabrizio Manfredi in Squadra 49, American Son, Quarantena,
- Francesco Pezzulli in World Trade Center, Gang Related, Max
- Francesco Venditti in Six Degrees - Sei gradi di separazione, Magnum P.I., Hawaii Five-0
- Fabrizio Vidale in Hostel, Hostel: Part II
- Nanni Baldini in Crazy/Beautiful, Torque - Circuiti di fuoco
- Tony Sansone in Carlito's Way - Scalata al potere, LOL - Pazza del mio migliore amico
- Andrea Mete in Bad Moms 2 - Mamme molto più cattive
- Gabriele Lopez in Nashville
- Gabriele Sabatini in Suicide Squad
- Gianfranco Miranda in The Expanse
- David Chevalier in Bright
- Francesco Bulckaen in Takers
- Lorenzo Scattorin in Scandal
- Marco Baroni in Friday Night Lights
- Marco Vivio in Last Resort
- Paolo De Santis in Live! - Ascolti record al primo colpo
- Roberto Gammino in La terrazza sul lago
- Ruggero Andreozzi in Bad Moms - Mamme molto cattive

Da doppiatore è sostituito da: 
- Alessio Cigliano in Toy Story 4